# Derviş Eroğlu
Pour les articles homonymes, voir Eroğlu.
Derviş Eroğlu, né le 7 mars 1938 à Famagouste, est un homme d'État nord-chypriote, président de la république turque de Chypre du Nord de 2010 à 2015.

## Biographie
Ancien étudiant la faculté de médecine de l'université d'Istanbul, il a occupé le poste de Premier ministre de 1985 à 1993, puis de 1996 à 2004. Son parti, le Parti de l'unité nationale, remporte les élections législatives de 2009, ce qui lui permet d'être à la tête d'un nouveau gouvernement. En 2010, il est candidat au poste de représentant de la république turque de Chypre du Nord lors de l’élection de 2010 qu'il remporte dès le premier tour avec près de 50,50 % des votes.
Avec son élection, le projet de réunification de Chypre s'éloigne, Derviş Eroğlu étant un fidèle partisan de la partition de l'île partagée entre chypriotes grecs et turcs. Cette victoire du nationalisme chypriote embarrasse Ankara, car le gouvernement turc avait soutenu la politique de réconciliation de Mehmet Ali Talat, le dirigeant sortant. Recep Tayyip Erdoğan, Premier ministre de la Turquie, a tout de même demandé à Derviş Eroğlu de poursuivre les négociations pour réunifier l'île.[réf. nécessaire]

## Campagne présidentielle de 2015
Candidat à la présidentielle de 2015 pour sa réélection, il arrive en première position avec 28,15 % des suffrages exprimés dès le premier tour du 19 avril, devant Mustafa Akıncı, qui reçoit que 26,94 %. Mais il est largement battu au second tour, 1 semaine plus tard, récoltant que 39,5 %. 4 jours après son échec, il se retire du pouvoir, remplacé par  Mustafa Akıncı.